# Comuna de Dubiecko
Dubiecko (polaco: Gmina Dubiecko) é uma gminy (comuna) na Polónia, na voivodia de Subcarpácia e no condado de Przemyski.
De acordo com os censos de 2004, a comuna tem 9521 habitantes, com uma densidade 61,7 hab/km².

## Área
Estende-se por uma área de 154,26 km², incluindo:
- área agricola: 57%
- área florestal: 36%

## Demografia
Dados de 30 de Junho 2004:
|                      | Total   | Total | Mulheres | Mulheres | Homens  | Homens |
| -------------------- | ------- | ----- | -------- | -------- | ------- | ------ |
|                      | pessoas | %     | pessoas  | %        | pessoas | %      |
| População            | 9521    | 100   | 4785     | 50,3     | 4736    | 49,7   |
| Densidade (pop./km²) | 61,7    | 100   | 31       | 31       | 30,7    | 30,7   |

De acordo com dados de 2002, o rendimento médio per capita ascendia a 1287,83 zł.

## Subdivisões
- Dubiecko, Przedmieście Dubieckie, Nienadowa, Hucisko Nienadowskie, Bachórzec, Drohobyczka, Kosztowa, Winne-Podbukowina, Słonne, Wybrzeże, Śliwnica, Sielnica, Łączki, Iskań, Tarnawka, Piątkowa, Załazek Piątkowski.

## Comunas vizinhas
- Bircza, Dynów, Jawornik Polski, Kańczuga, Krzywcza, Pruchnik